# Eremoleon pulchra
Eremoleon pulcher – gatunek sieciarki z rodziny mrówkolwowatych i podrodziny Myrmeleontinae.

## Taksonomia
Gatunek opisany został w 1933 roku przez Petera Esbena-Petersena jako Joergenia pulchra.

## Opis
Trzeci człon biczyka czułków tak długi jak szeroki lub dłuższy niż szeroki. Przedplecze i śródtarczka prawie w całości jasnożółte. Pole kostalne przednich skrzydeł zwężone w kierunku stigmy. Komórki kostalne przed stigmą w około połowie tak wysokie jak wyżej w części radialnej. Prawie wszystkie żyłki skrzydeł jasnobrązowe. Przednie i tylne skrzydła z wyraźną ciemną plamką. Tylne skrzydła gwałtownie zwężone ku wierzchołkom, lancetowate, z dwoma dobrze oddzielonymi ciemnobrązowymi plamami. Larwa dotychczas nieznana.

## Rozprzestrzenienie
Gatunek neotropikalny, endemiczny dla Paragwaju.